# Tunkhannock, Pennsylvania
Tunkhannock, Pennsylvania (енгл. Tunkhannock) град је у америчкој савезној држави Пенсилванија.

## Демографија
По попису из 2010. године број становника је 1.836, што је 75 (-3,9%) становника мање него 2000. године.
| Група             | 2000.         | 2010.         |
| Белци             | 1.885 (98,6%) | 1.745 (95,0%) |
| Афроамериканци    | 3 (0,2%)      | 16 (0,9%)     |
| Азијати           | 4 (0,2%)      | 21 (1,1%)     |
| Хиспаноамериканци | 11 (0,6%)     | 24 (1,3%)     |
| Укупно            | 1.911         | 1.836         |